# Michael Waldmann (Theologe)
Michael Waldmann (* 15. März 1874 in Hirschau; † 2. Dezember 1953 in Etterzhausen) war ein deutscher Theologe und Hochschullehrer in Regensburg.
Waldmann wurde am 12. Juni 1898 zum römisch-katholischen Priester geweiht. Im Wintersemester 1900 trat er in München der katholischen Studentenverbindung Unitas München bei. 1902 wurde er an der Ludwig-Maximilians-Universität München mit einer preisgekrönten Dissertation zum Dr. theol. promoviert. Nach einigen Jahren in Schwarzenfeld und Tirschenreuth übernahm er die Pfarrei Holztraubach, bis er 1913 an der Hochschule in Dillingen als Dozent begann; von dort wurde er 1923 als Professor für Moraltheologie an die Philosophisch-theologische Hochschule Regensburg berufen. Von 1925 an war er drei Jahre Hochschulrektor. 1939 wurde der Lehrbetrieb zwangsweise eingestellt. Waldmann war am Regensburger Dom Domdekan. Im November 1933 unterzeichnete er das Bekenntnis der deutschen Professoren zu Adolf Hitler.
Im Streit um das Konnersreuther Blutwunder der angeblichen Mystikerin Therese Neumann legte er 1935 Bischof Michael Buchberger einen kritischen Artikel vor, den dieser nur stark abgemildert übernahm. Waldmann stiftete 1937/38 die Kirche und den Pfarrhof St. Michael (Etterzhausen), wo er auch in der Priestergruft St. Emmeran begraben worden ist.

## Schriften
- Die Feindesliebe in der antiken Welt und im Christenthum: eine historisch-ethische Untersuchung, Mayer, Wien 1902 (= Dissertation an der LMU München) repr. Kessinger, London 2010, ISBN 978-1168539847
- Das Mysterium der christlichen Tugend nach Thomas von Aquin: Festrede zum Antritt d. Rektorates an d. philosoph.-theolog. Hochschule Regensburg geh. am 14. Nov. 1925, Kösel & Pustet, Regensburg 1926
- Thomas von Aquin und die "Mystische Theologie" des Pseudodionysius, 1949
- Trancen und Ekstasen in ihrer psychologischen Gegensätzlichkeit, 1952